# Challenger de Praga-2
El Advantage Cars Prague Open es un torneo de tenis celebrado en Praga, República Checa desde 2014. El evento forma parte del ATP Challenger Tour y del ITF Women's Circuit y se juega en canchas de tierra batida. En su sección femenina, en la edición de 2020 fue ascendido a la categoría de WTA 125K Series.

## Ediciones

### Individual masculino
| Año      | Campeón                | Finalista            | Resultado      |
| -------- | ---------------------- | -------------------- | -------------- |
| 2014     | Diego Schwartzman      | André Ghem           | 6-4, 7-5       |
| 2015     | Rogério Dutra Silva    | Radu Albot           | 6–2, 6–75, 6–4 |
| 2016     | Santiago Giraldo       | Uladzimir Ignatik    | 6–4, 3–6, 7–62 |
| 2017     | Andrej Martin          | Yannick Maden        | 7–63, 6–3      |
| 2018     | Lukáš Rosol            | Aleksandr Nedovyesov | 4-6, 6-4, 6-4  |
| 2019     | Mario Vilella Martínez | Tseng Chun-hsin      | 6-4, 6-2       |
| 2020 (1) | Stan Wawrinka          | Aslan Karatsev       | 7-62, 6-4      |
| 2020 (2) | Aslan Karatsev         | Tallon Griekspoor    | 6-4, 7-66      |
| 2021     | Tallon Griekspoor      | Oscar Otte           | 5-7, 6-4, 6-4  |
| 2022     | Pedro Cachín           | Lorenzo Giustino     | 6-3, 7-64      |
| 2023     | Dominic Stricker       | Sebastian Ofner      | 7-67, 6-3      |
| 2024     | Jiří Veselý            | Gauthier Onclin      | 6-2, 3-6, 7-63 |
| 2025     | Filip Misolic          | Guy den Ouden        | 6-4, 6-0       |

### Individual femenino
| Año  | Campeona                | Finalista              | Resultado      |
| ---- | ----------------------- | ---------------------- | -------------- |
| 2015 | María Teresa Torró Flor | Denisa Allertová       | 6–3, 7-65      |
| 2016 | Antonia Lottner         | Carina Witthöft        | 7-66, 1-6, 7-5 |
| 2017 | Markéta Vondroušová     | Karolína Muchová       | 7–5, 6-1       |
| 2018 | Richèl Hogenkamp        | Martina di Giuseppe    | 6-4, 6-2       |
| 2019 | Tamara Korpatsch        | Denisa Allertová       | 7-5, 6-3       |
| 2020 | Kristína Kučová         | Elisabetta Cocciaretto | 6-4, 6-3       |
| 2021 | Jule Niemeier           | Dalma Gálfi            | 6-4, 6-2       |
| 2022 | Maja Chwalińska         | Ekaterine Gorgodze     | 7-5, 6-3       |
| 2023 | Darja Semeņistaja       | Jéssica Bouzas Maneiro | 2-6, 6-3, 6-4  |
| 2024 | Dominika Šalková        | Maja Chwalińska        | 6-3, 6-0       |

### Dobles masculino
| Año      | Campeones                                | Finalistas                               | Resultado         |
| -------- | ---------------------------------------- | ---------------------------------------- | ----------------- |
| 2014     | Toni Androić Andrey Kuznetsov            | Roberto Maytín Miguel Ángel Reyes-Varela | 7-5, 7-5          |
| 2015     | Wesley Koolhof Matwé Middelkoop          | Sergey Betov Mikhail Elgin               | 6–4, 3–6, [10–7]  |
| 2016     | Julian Knowle Igor Zelenay               | Facundo Argüello Julio Peralta           | 6–4, 7–5          |
| 2017     | Jan Šátral Tristan-Samuel Weissborn      | Gero Kretschmer Andreas Mies             | 6–3, 5–7, [10–3]  |
| 2018     | Sander Gillé Joran Vliegen               | Fernando Romboli David Vega Hernández    | 6–4, 6-2          |
| 2019     | Ariel Behar Gonzalo Escobar              | Andrey Golubev Aleksandr Nedovyesov      | 6–74, 7-5, [10-8] |
| 2020 (1) | Pierre-Hugues Herbert Arthur Rinderknech | Zdeněk Kolář Lukáš Rosol                 | 6–3, 6-4          |
| 2020 (2) | Sander Arends David Pel                  | André Göransson Gonçalo Oliveira         | 7-5, 7-65         |
| 2021     | Marc Polmans Sergiy Stakhovsky           | Ivan Sabanov Matej Sabanov               | 6-3, 6-4          |
| 2022     | Nuno Borges Francisco Cabral             | Andrew Paulson Adam Pavlásek]            | 6-4, 6-73, [10-5] |
| 2023     | Petr Nouza Andrew Paulson                | Jiří Barnat Jan Hrazdil                  | 6-4, 6-3          |
| 2024     | Jakob Schnaitter Mark Wallner            | Jiří Barnat Jan Hrazdil                  | 6-3, 6-1          |
| 2025     | Denys Molchanov Matěj Vocel              | David Pichler Jurij Rodionov             | 7-63, 6-3         |

### Dobles femenino
| Año  | Campeonas                            | Finalistas                                | Resultado         |
| ---- | ------------------------------------ | ----------------------------------------- | ----------------- |
| 2015 | Kateřina Kramperová Bernarda Pera    | Miriam Kolodziejová Markéta Vondroušová   | 7-64, 5-7, [10-1] |
| 2016 | Demi Schuurs Renata Voráčová         | Silvia Soler Espinosa Sara Sorribes Tormo | 7-5, 3-6, [10-4]  |
| 2017 | Anastasia Potapova Dayana Yastremska | Mihaela Buzărnescu Alona Fomina           | 6–2, 6-2          |
| 2018 | Cornelia Lister Nina Stojanović      | Bibiane Schoofs Kimberley Zimmermann      | 6–2, 2-6, [10-8]  |
| 2019 | Nicoleta Dascălu Raluca Șerban       | Lucie Hradecká Johana Marková             | 6-4, 6-4          |
| 2020 | Lidziya Marozava Andreea Mitu        | Giulia Gatto-Monticone Nadia Podoroska    | 6-4, 6-4          |
| 2021 | Anna Bondár Kimberley Zimmermann     | Xenia Knoll Elena-Gabriela Ruse           | 7-65, 6-2         |
| 2022 | Bárbara Gatica Rebeca Pereira        | Miriam Kolodziejová Jesika Malečková      | 6-4, 6-3          |
| 2023 | Maja Chwalińska Jesika Malečková     | Aneta Kučmová Kaylah McPhee               | 6-0, 7-6(5)       |
| 2024 | Jaimee Fourlis Dominika Šalková      | Noma Noha Akugue Ella Seidel              | 5-7, 7-5, [10-4]  |